# Tibouchina pleromoides
Tibouchina pleromoides är en tvåhjärtbladig växtart som först beskrevs av Naud., och fick sitt nu gällande namn av James Francis Macbride. Tibouchina pleromoides ingår i släktet Tibouchina och familjen Melastomataceae. Inga underarter finns listade i Catalogue of Life.